# روزاريو دي فينتشنزو
روزاريو دي فينتشنزو (بالإيطالية: Rosario Di Vincenzo)‏ (16 يونيو 1941 بجنوة في إيطاليا - ) هو لاعب كرة قدم إيطالي في مركز حراسة المرمى. لعب مع إنتر ميلان ونادي برو فيرتشيلي ونادي تريستينا ونادي جنوى ونادي سامبدوريا ونادي فاريسي ونادي لاتسيو وUS Imperia 1923 ‏ وBrindisi FC ‏ ونادي فيرتوس إينتيلا ونادي بوتنزا وASD Imperia ‏.

## وصلات خارجية
- روزاريو دي فينتشنزو على موقع قاعدة بيانات كرة القدم.إي يو (الإنجليزية)